# 思想 (雑誌)
『思想』（しそう）は、岩波書店が発行する月刊誌。人文社会系を中心とした諸分野の論文を掲載している。

## 概要
同社から発行されていた『思潮』（1917年 - 1919年）の廃刊後、1921年10月1日に刊行を開始した。岩波書店によると、本誌は伝統的に哲学、歴史学、社会諸科学の成果を提供してきており、同ウェブサイトでは「分野を超えて問題を根源的に考え抜こうとする人びとにとって、最良の知のフォーラム」と紹介されている。
現在も月刊で刊行が継続されており、通常号のほか特集が組まれることもある。また、特集によっては＜討論＞と題して、関係分野研究者などによる討論会の模様を収録することがあるほか、＜研究動向＞や＜名著再考＞などの文章が含まれることもある。外国人論者による文章の翻訳が掲載されることもあり、これは翻訳の上掲載される。

## 歴史

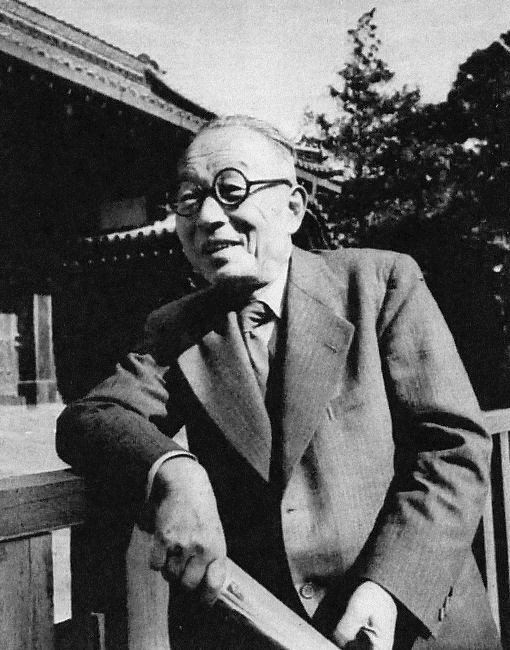
編集に関与した和辻哲郎

社会学者の清水幾太郎は『思想』400号に掲載されたエッセイ「小さな歴史」において、『思想』の歴史を次のように独自に区分して論じている。
- （第一期）大正10年10月号 - 昭和3年8月号
- （第二期）昭和4年4月号 - 昭和21年3・4月合併号
- （第三期）昭和22年1月号 - 現在

本節では、この区分を参考にし、倣いつつ、『思想』の歴史を大きく初期、戦前・戦間期、戦後の時期に区分してそれぞれ論じる。

### 『思潮』の廃刊と『思想』の創刊
前述のように、『思想』の前身にあたる雑誌として、岩波書店から『思潮』が刊行されていた。和辻哲郎によると、この雑誌は『思想』につながる側面があるものの「同人誌」的な色彩であったという。
この『思潮』が廃刊になった後、2年前後が経過した後に、岩波茂雄によって雑誌『思想』の刊行が計画される。和辻はこの問題に石原純が東北帝国大学を退職したことが関係している可能性を指摘しつつ、岩波が「岩波書店の雑誌」として『思想』を刊行するのに協力を求めてきたことを述懐している。このような経緯ののち、大正10年10月に創刊号が刊行された。創刊号に掲載された文章は次のような表題であった。
- ラファエル・ケーベル「盛夏漫筆」[注釈 5]
- 桑木厳翼「流行の哲学思潮」
- 土居光知「国民的文学と世界的文学」
- 石原純「相対性原理の真髄」
- 和辻哲郎「原始基督教の文化史的意義」
- M.M.「世界見聞録」
- 倉田百三「父の心配」[注釈 6]

創刊後しばらくの間の『思想』には、創作欄が設けられていた。これが特色のひとつである。

### 昭和戦前期・戦間期の『思想』
『思想』は、昭和3年8月号に一度休刊したのち、和辻哲郎、谷川徹三、林達夫らを編集者に置く形で、昭和4年4月号に再刊する。再刊号の目次は次のようなものであった。
- 和辻哲郎・谷川徹三・林達夫「「思想」再刊の辞」
- 西田幾多郎「自覚的一般者に於てあるもの及それと背後にあるものとの関係」
- 和辻哲郎「風土」
- 三木清「ヘーゲルの歴史哲学」
- 板垣鷹穂「機械文明と現代美術」
- 石原純「物質と空間時間との必然的関係」
- 香野雄吉「映画と建築」
- 谷川徹三「マルクス主義文学理論の一批判」
- 本多謙三「三木清氏の近業の二つ」
- 野呂栄太郎「猪俣津南雄氏著「現代日本ブルジョアジーの政治的地位」を評す」
- 露伴学人「晋の僧法顕南アメリカに至る?日本に来る?」
- 佐藤春夫「恋文のことその他」
- 茅野蕭々「鳩に巣をつくる」
- 住吉喬六「ストリンドベルクの「教師」論」
- 片山敏彦「ロマン・ロランと印度精神」
- 羽仁五郎「荻生徂徠の観念形態論」
- 西田幾多郎「或教授の退職の辞」
- H「編輯後記」

上記のように、この号には随筆的な文章が多数収められているが、その後の編集方針として創作欄をなくした。
この時期には、西田哲学特集（昭和11年1月号）、フランス哲学特集（昭和12年1月号）などのほか、昭和9年5月号（特集「日本精神」）や、昭和11年6月号（特集「日本文化」）など、時代を反映する特集も組まれている。さらに後の時期には、特集「大東亜戦争」（昭和17年6月号）が組まれた。
その後、十五年戦争末期には、和辻哲郎、三木清、田中美知太郎などの哲学研究者による論文を多く収録した。特に西田幾多郎の晩年の論文群（「自覚について」など）が本誌に掲載されたことは注目される。また、「イデア」（昭和18年9月号、10月号、11月号に掲載）などの田中美知太郎の所論文は、古代ギリシャ哲学に関する優れた研究であり、のちに岩波書店から刊行されている。

### 戦後の『思想』
終戦を挟んだ時期にも、『思想』は継続して刊行が続けられており、この時期には西田幾多郎の逝去を踏まえた「西田先生追悼号」（昭和20年10月号）なども刊行されている。その後、昭和21年3・4月合併号から1年弱のブランクを経て、翌昭和22年1月号から本格的な刊行が再開される。この昭和22年1月号の目次は次のようなものであった。
- 宇野弘蔵「所謂経済外強制について」
- 清水幾太郎「環境に関する試論」
- 竹内良知「イギリス経験論と市民社会」
- 宮城音弥「危機と適応」
- 小宮義孝「中国の科学」
- 都留重人「理論経済学の方法論的反省」
- 玉木英彦「ソヴェート同盟科学アカデミーの五ケ年計画について」

一見してわかるように、社会学、社会心理学、経済学などの社会科学系の執筆者が多くなっているのが特徴である。同年には、青山秀夫、向坂逸郎、南博、福武直などの論文が掲載されている（ただし、この時期一定の影響力を持ったとされることのある、丸山真男「超国家主義の論理と心理」は同社『世界』収録の論文である）。
この後この傾向は継続し、1960年代から1970年代にかけて、大塚久雄、川島武宜、日高六郎、松下圭一、坂本義和など戦後日本で活躍した社会科学系の学者の論文が掲載されている。また、石母田正や家永三郎など、隣接領域の歴史学による論文の掲載も見られる。
その後もこれらの領域の所論文の掲載は継続されていくが、川崎修は1970年代後半から、哲学など人文学を中心とした領域に執筆ジャンルが変遷していったことを指摘している。川崎は「これがアカデミズムにおける専門化を反映している」と指摘する。また、この時期は青土社の雑誌『現代思想』などを中心に、フランスのポスト構造主義などに代表される領域の議論が活発になっており、本誌にも1980年代以降こういった領域の議論の影響が見られる。
その後は、2007年8月号で1000号に到達し、これを記念しての座談会「思想の100年をたどる」の連載なども行われつつ、現在に至るまで刊行が続いている。

## 思想の言葉
これは、1940年代末期から本誌に掲載されている文章の名称であり、現在は基本的に雑誌巻頭の数ページを割いて掲載されている。1962年から1989年に至るまでの時期の「思想の言葉」に掲載された諸文章は岩波書店『思想の言葉』（全4巻）に収録されており、これを通じて読むことができる。

## 電子データ化
刊行元の岩波書店では、本誌の電子データ化を進めており、これは研究機関向けにオンライン配信される予定である。これは、特に初期のものを中心とした図書館等収蔵資料の劣化に対応したものである。